# حجيفة (حديبو)

تعديل مصدري - تعديل

حجيفة إحدى قرى مديرية حديبو التابعة لمحافظة سقطرى، بلغ تعداد سكانها 43 نسمة حسب تعداد اليمن لعام 2004.